# 凸多边形

凸多边形示例：正五边形

在幾何學中，凸多边形是一種簡單多邊形，其不存在邊自我相交的情況，且任兩點之間連成的直線皆位於多邊形內部，這個特性與内部為凸集的簡單多邊形等價。在凸多邊形中，所有內角都小於或等於180度，而在嚴格凸多邊形中，所有內角都嚴格小於180度。

## 性質
简单多边形的下列性质与其凸性等价：
- 每個内角小於180度。
- 任何两个顶点间的线段位于多边形的内部或边界上。
  - 在多邊形內部或邊界上的任何两个顶点间的线段也同樣都會位於邊界內或邊界上。
- 多邊形完全包含在任意邊對應的直線所限定的封閉半平面中。
- 對所有邊而言，任何內部的點都在由該邊鎖定一隻直線的同一側。
- 任意頂點所構成的角皆包含其邊緣和內部的所有其他頂點。
- 凸多邊形的凸包與多邊形的邊緣相同。

凸多邊形亦包括下列性質：
- 兩個凸多邊形的交集仍是凸多邊形。
- 凸多邊形可以透過連接其對角線在線性時間內分割成若干個三角形（日语：多角形の三角形分割）。
- 赫吕定理（英语：Helly's_theorem）（愛德華·赫吕（英语：Eduard Helly））：
  - 對於至少有3個凸多邊形的集合，若每個多邊形兩兩之間的交集都不是空集合，則整個集合所有多邊形的交集都不是空集合[2]。
- 克林 - 米爾曼定理：凸多邊形的周界是其頂點的凸包。也就是說，凸多邊形可以完全僅由頂點的集合完成定義（例如凹多邊形與星形多邊形，由於其周界不一定為其頂點的凸包，因此還需要再加上頂點相連之結構才能定義），由於凸多邊形可以完全僅由頂點的集合完成定義，因此僅需要利用其角的資訊即可呈現出多邊形的形狀。

## 外部連結
- 埃里克·韦斯坦因. . MathWorld.
- http://www.rustycode.com/tutorials/convex.html（页面存档备份，存于）
- Schorn, Peter; Fisher, Frederick, , Heckbert, Paul S.  (编), , Morgan Kaufmann (Academic Press): 7–15, 1994  [2018-12-02], ISBN 9780123361554, （原始内容存档于2019-06-10）